# Pa Daet (huyện)
Pa Daet (tiếng Thái: ป่าแดด) là một huyện (‘‘amphoe’’) ở phía nam của tỉnh Chiang Rai, phía bắc Thái Lan.

## Lịch sử
Khu vực Pa Daet ban đầu là rừng rậm thuộc Phan. Dân từ nơi khác đến đây săn bắn và lập làng định cư. Khu vực này đã được lập thành tiểu huyện (King Amphoe) Pa Daet ngày 1 tháng 6 năm1969, bao gồm chỉ một tambon Pa Daet. Tiểu huyện này đã được nâng thành huyện đầy đủ ngày 21 tháng 8 năm 1975.

## Địa lý
Các huyện giáp ranh là (từ phía tây theo chiều kim đồng hồ) Phan, Mueang Chiang Rai, Thoeng của tỉnh Chiang Rai, Chun, Dok Khamtai, Phu Kamyao, Mueang Phayao và Mae Chai của tỉnh Phayao.
Nguồn nước quan trọng của vùng này là Ing River.

## Hành chính
Huyện này được chia thành 5 phó huyện (tambon), các đơn vị này lại được chia thành 58 làng (muban). Có hai thị trấn (thesaban tambon) - Pa Daet nằm trên một phần của tambon Pa Daet, và Pa Ngae the toàn bộ  ‘‘tambon’’  Pa Ngae. Ngoài ra có 5 tổ chức hành chính tambon (TAO).
| Số TT | Tên          | Tên tiếng Thái | Số làng | Dân số |  |
| ----- | ------------ | -------------- | ------- | ------ |  |
| 1.    | Pa Daet      | ป่าแดด          | 12      | 6.504  |  |
| 2.    | Pa Ngae      | ป่าแงะ          | 18      | 8.129  |  |
| 3.    | San Makha    | สันมะค่า         | 8       | 5.089  |  |
| 5.    | Rong Chang   | โรงช้าง         | 12      | 4.892  |  |
| 6.    | Si Pho Ngoen | ศรีโพธิ์เงิน       | 8       | 2.014  |  |

Geocode 4 is not used.